# Portobello Road
Portobello Road est une avenue du centre de Londres dans le quartier de Notting Hill du district de Kensington et Chelsea.

## Situation et accès

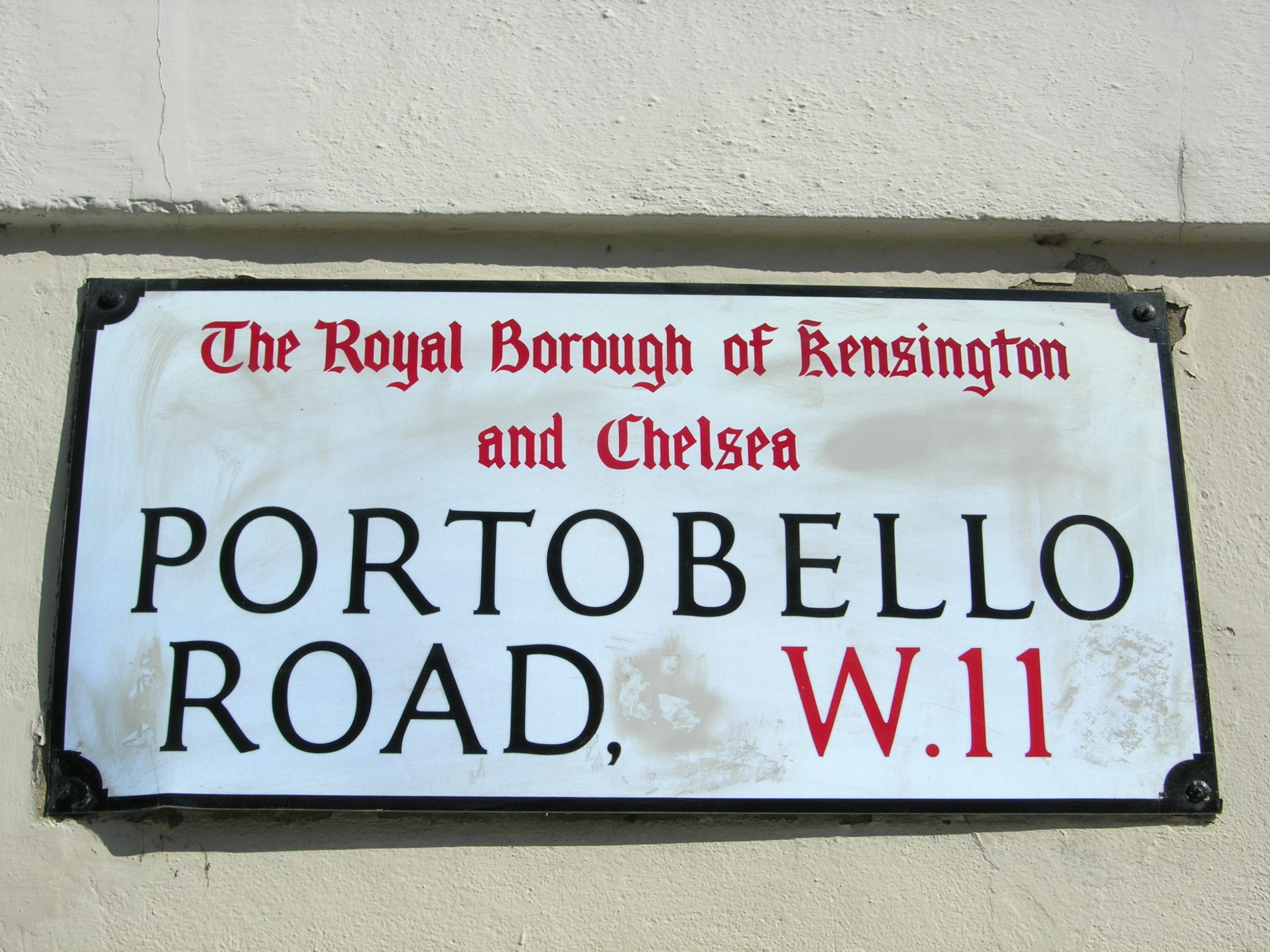
Plaque de Portobello Road.

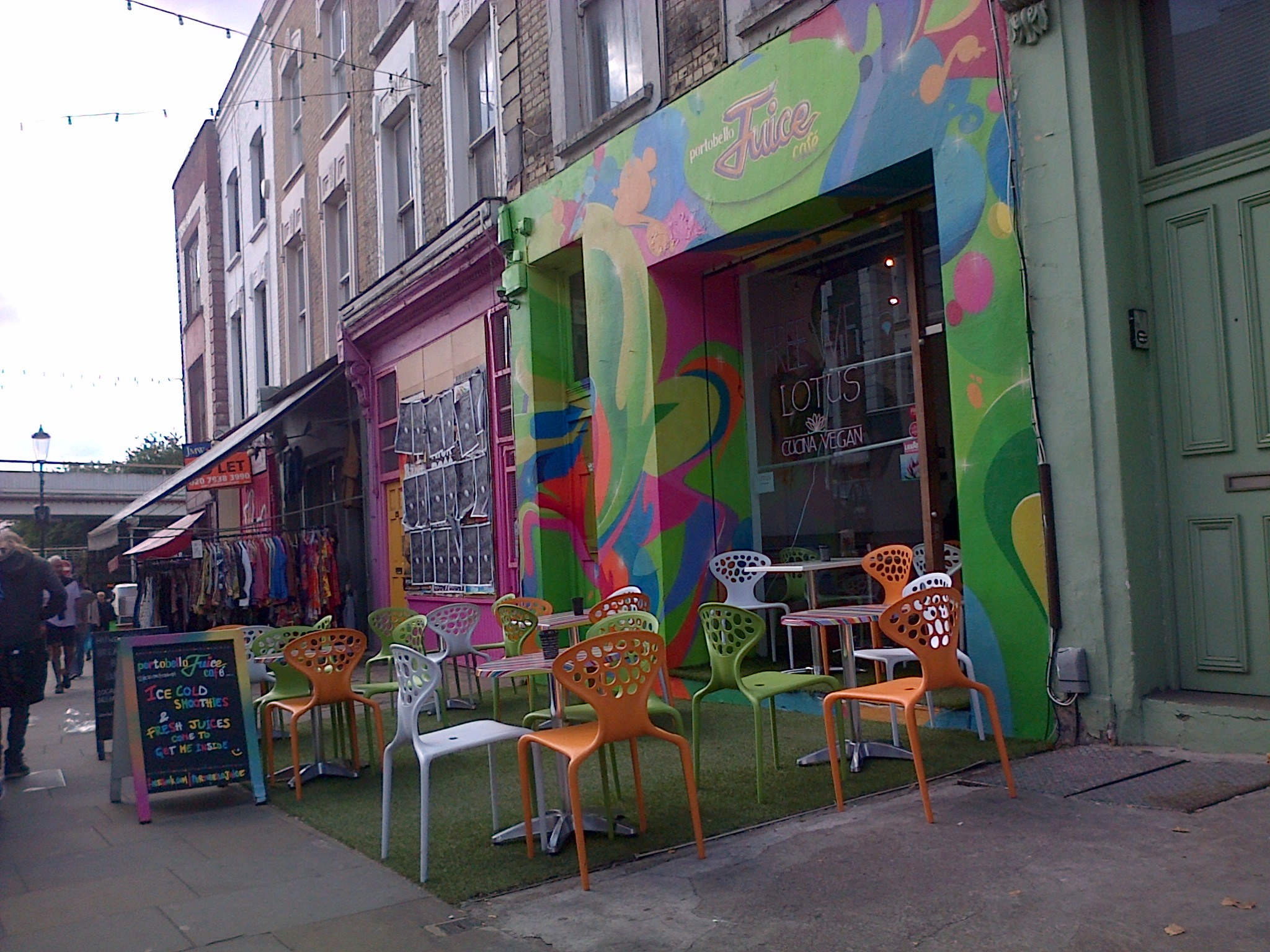
Un établissement dans la partie nord de la rue Portobello (Notting Hill).

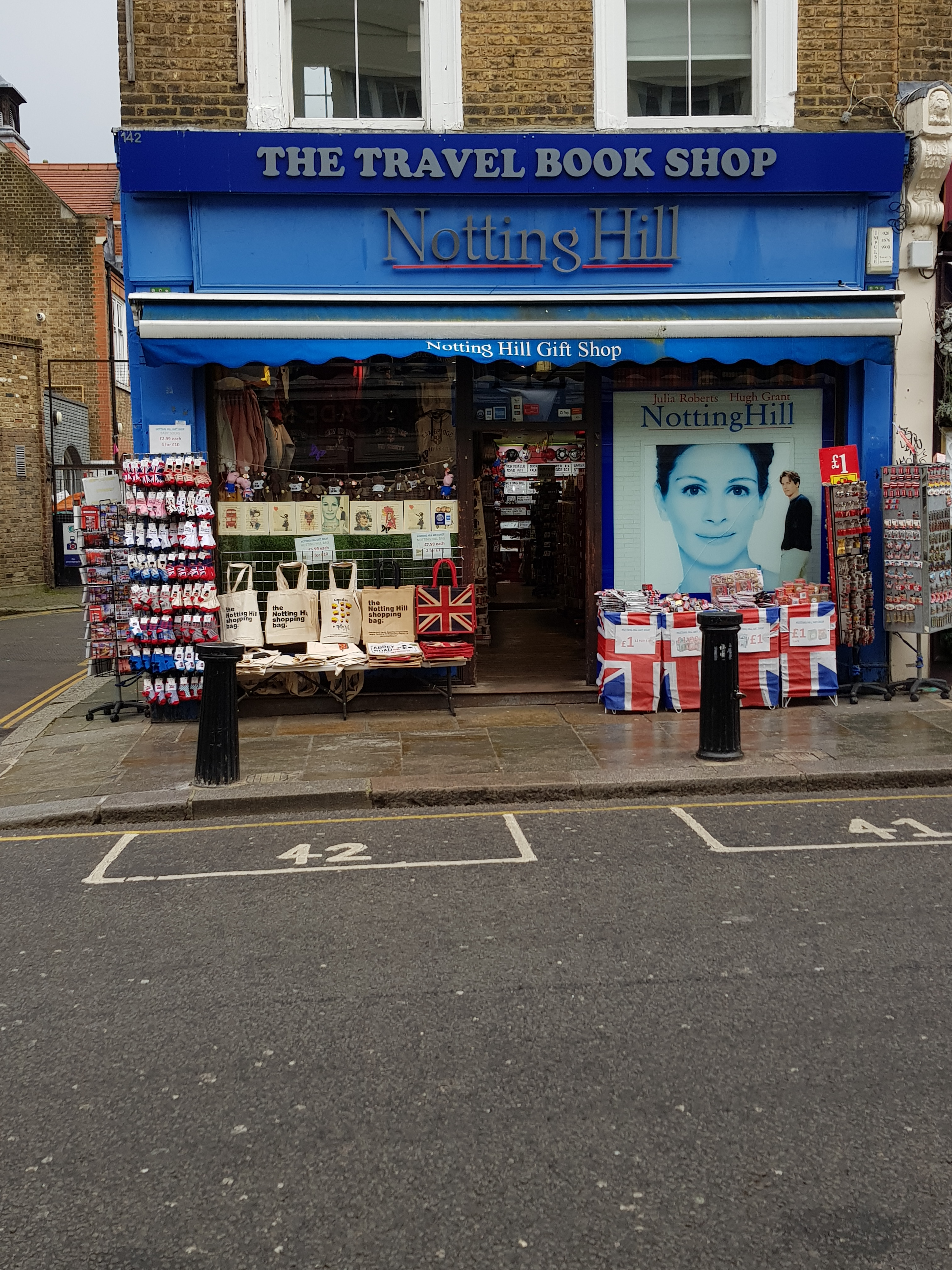
No 142 : la librairie, fictive, de Coup de foudre à Notting Hill.

Du nord au sud, cette très longue rue traverse tout le quartier de Notting Hill. Le samedi, elle abrite le Portobello Road Market, le célèbre marché connu pour ses magasins d'antiquités.
Les stations de métro les plus proches sont, au nord, Ladbroke Grove, où circulent les trains des lignes  Circle  Hammersmith & City et, au sud, Notting Hill Gate, desservie par les lignes  Central  Circle  District.

## Origine du nom
Son nom commémore la victoire de la flotte britannique sur les Espagnols le 21 novembre 1739 au port de Portobello (Panama). L'amiral Edward Vernon, vainqueur principal de la bataille, est commémoré par une ruelle à côté de Portobello Road, Vernon Yard.

## Historique
- Le marché est implanté dans le quartier depuis 1837[1].
- En 1962, deux gravures de Rembrandt sont retrouvées à Portobello Road par un jeune Français[2].
- En 2017, plusieurs mois jusqu'à son décès,  le rappeur américain Lil Peep réside à Portobello Road, avec ses amis et proches collaborateurs, Bexey et Smokeasac[3].

## Bâtiments remarquables et lieux de mémoire
- No 7 : le pub Sun in Splendour, ouvert en 1850, est le plus ancien café du quartier ; il avait pour enseigne un grand soleil levant aux rayons dorés[4].
- No 22 : George Orwell (1903-1950), auteur de nouvelles et d'essais politiques, a vécu ici.
- No 142 : à cette adresse se trouve la librairie, fictive, dans laquelle travaille William Thacker (Hugh Grant) dans le film Coup de foudre à Notting Hill (1999). Il n’y a cependant jamais eu de librairie à cet endroit. Les auteurs du film se sont inspirés, pour la reconstituer, d’une vraie librairie qui se trouve à quelques pas de là, sur Blenheim Crescent[5].

## Dans le cinéma
L'avenue apparaît dans les films L'Apprentie sorcière de Robert Stevenson (1971) et Coup de foudre à Notting Hill (1999).